# Aeroporto di Mosca-Domodedovo
L'aeroporto di Mosca-Domodedovo (in russo Аэропорт Москва-Домоде́дово?), conosciuto anche come Domodedovo (il nome della vicina cittadina), è un aeroporto internazionale situato vicino a Mosca, nella Russia europea. È situato a 40 chilometri a sud-est del centro di Mosca e a 22 chilometri dalla tangenziale di Mosca. Nel 2017 il traffico passeggeri annui è stato di 30.7 milioni. È l'aeroporto più grande della capitale per il traffico nazionale e il secondo per il traffico internazionale, nonché uno dei maggiori hub russi.

## Gestione societaria
L'aeroporto di Mosca-Domodedovo è di proprietà della società East Line Group che gestisce l'aeroporto tramite la sua Aeroporto Internazionale Domodedovo S.p.a..

## Storia

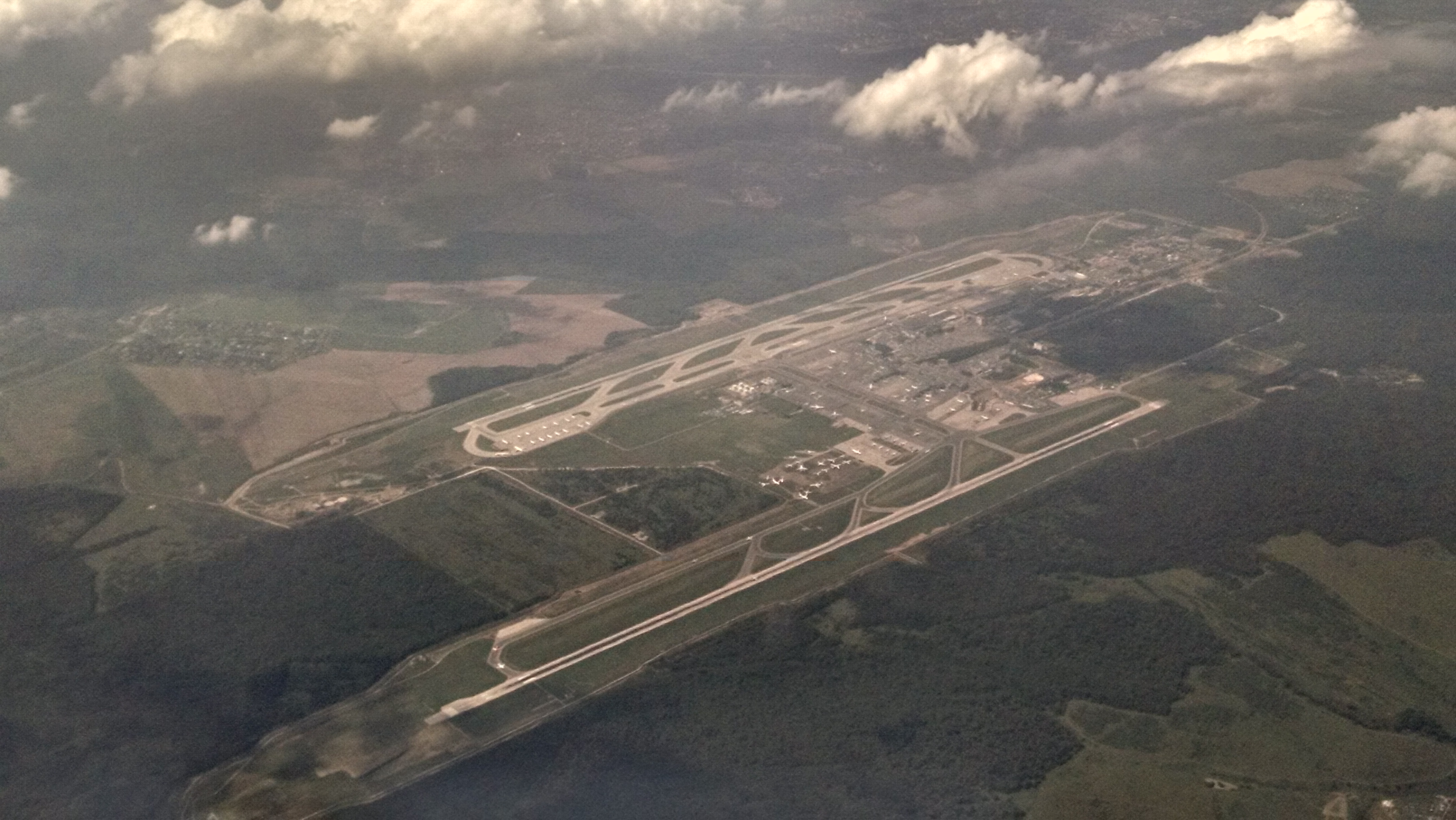
Pista dell'aeroporto.

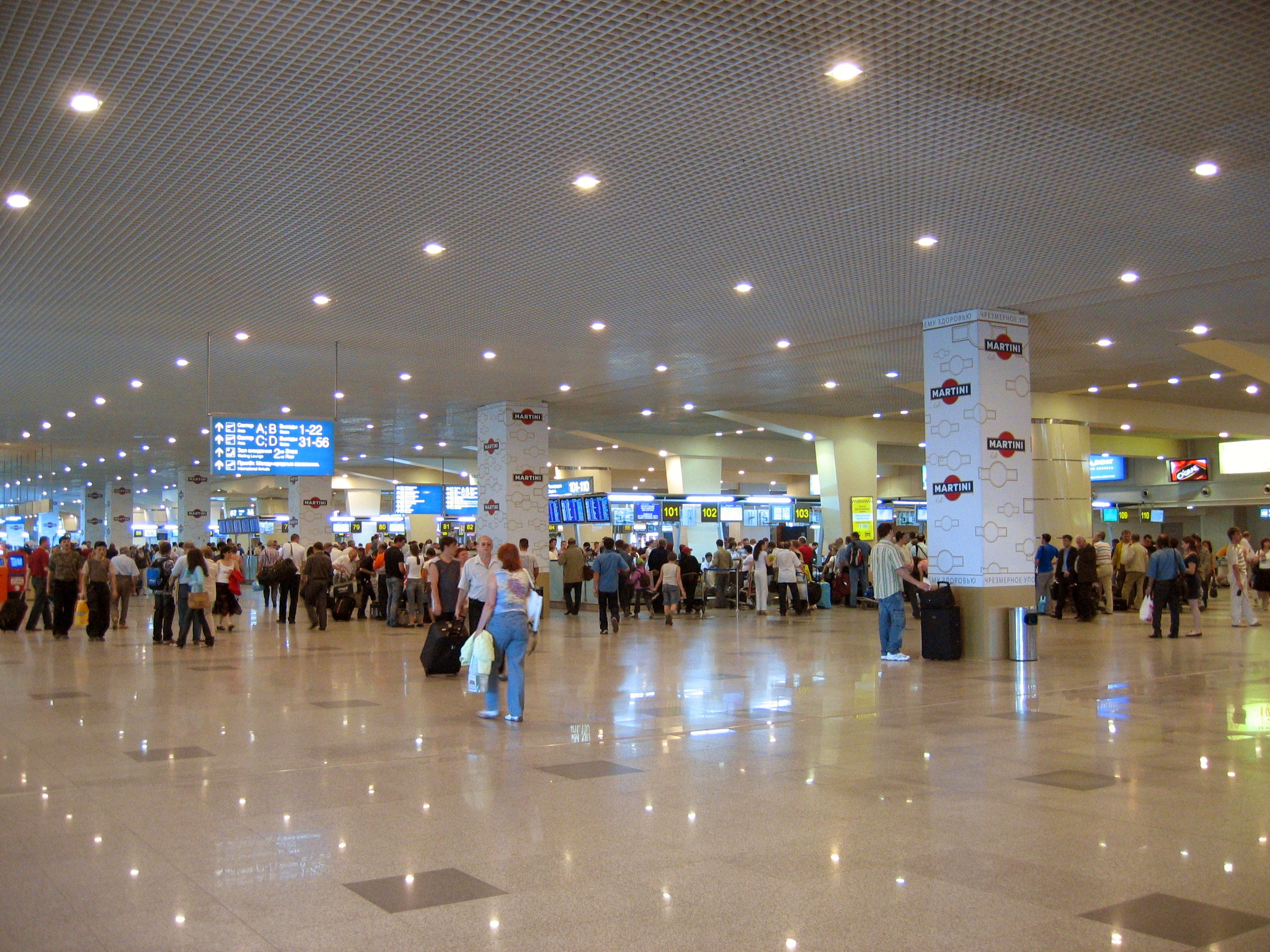
Terminal T1 dell'aeroporto Domodedovo.

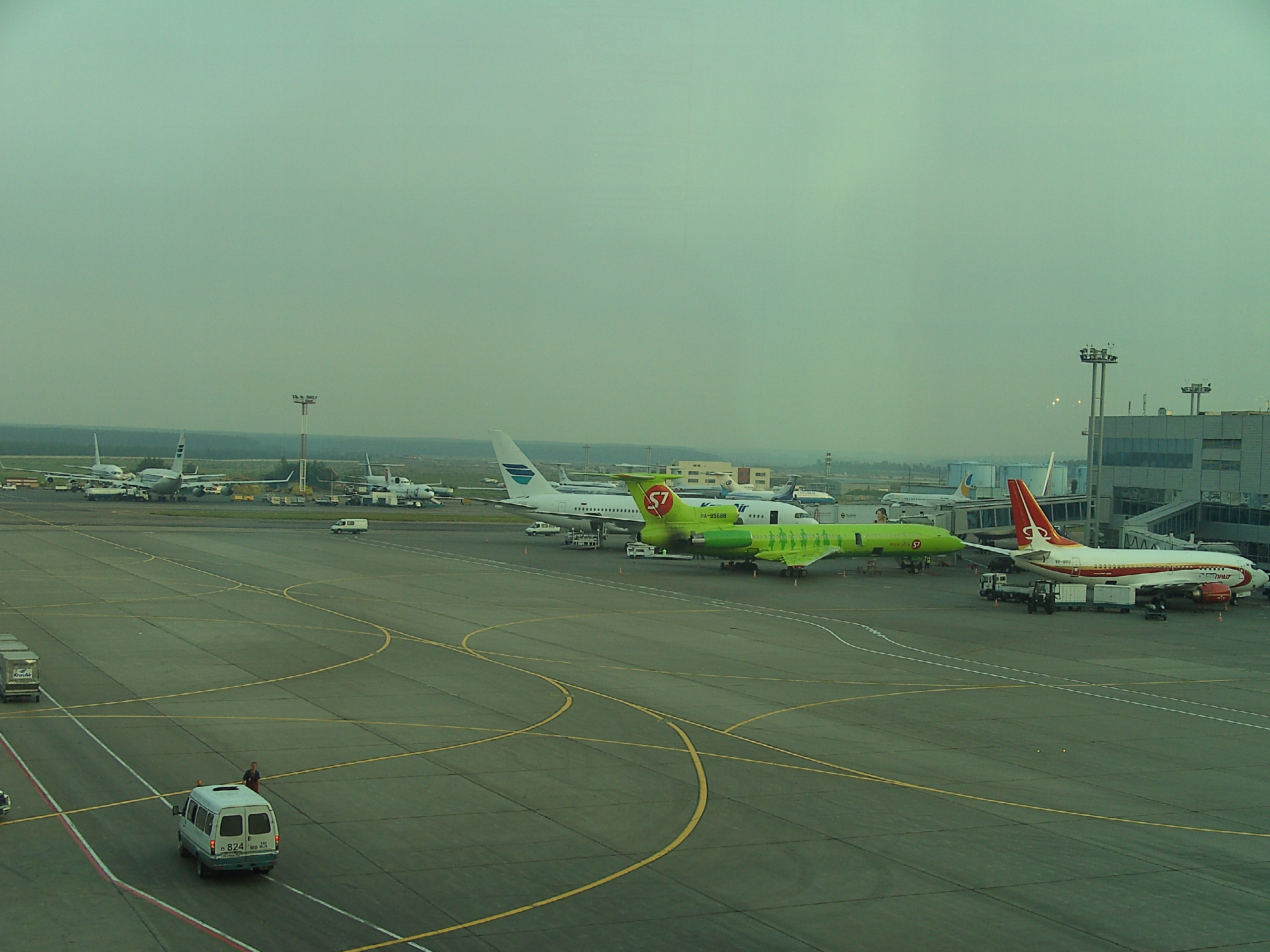
Gli aerei parcheggiati all'aeroporto Domodedovo.

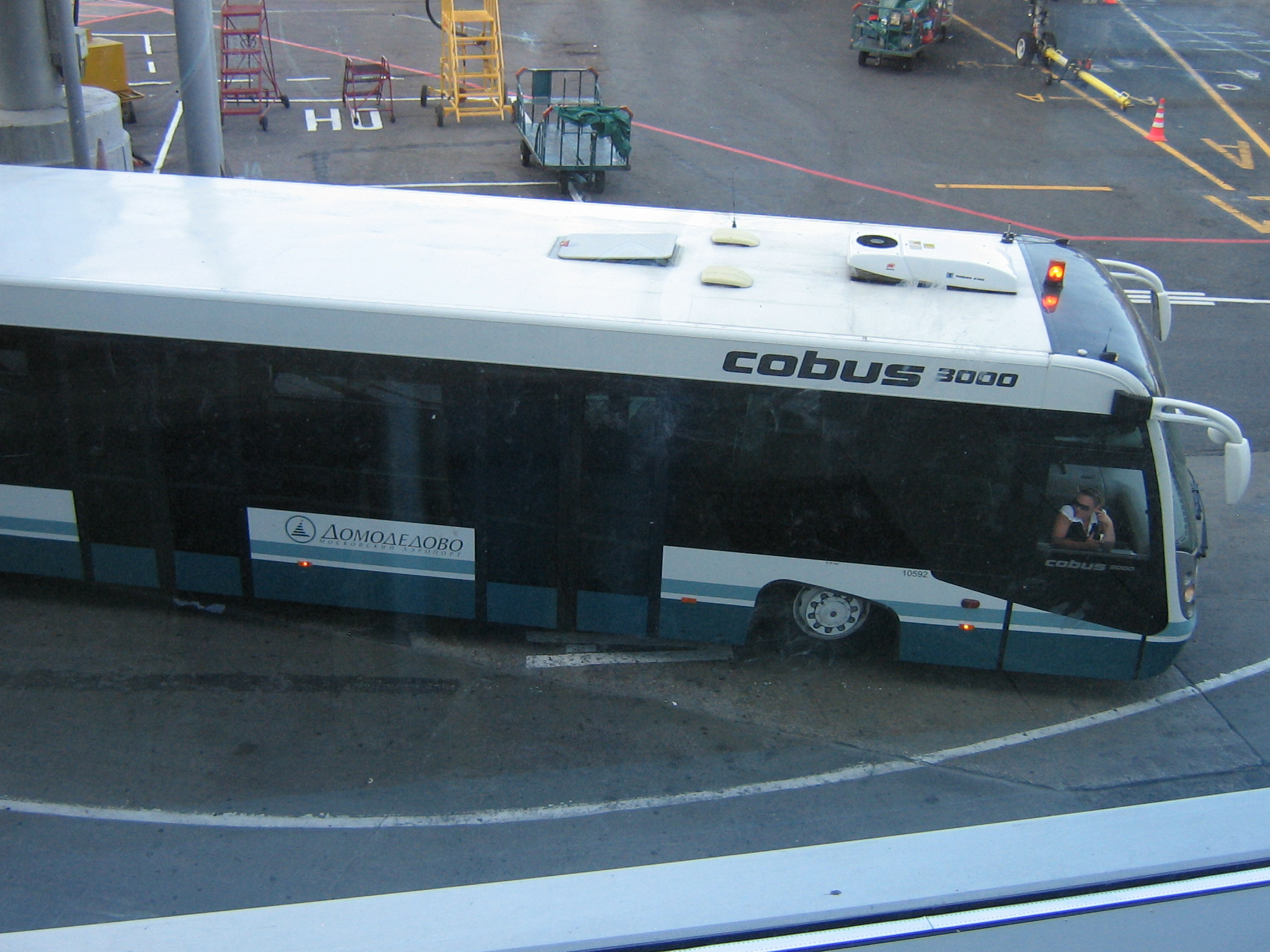
Autobus aeroportuale Contrac Cobus 3000 all'aeroporto Domodedovo.

- 1957-1963 - la costruzione dell'aeroporto di Domodedovo;
- 1964 - primo volo Mosca-Domodedovo - Sverdlovsk (oggi Ekaterinburg);
- Il 20 maggio 1965 - l'apertura ufficiale dell'aeroporto;
- 1992 - l'aeroporto di Mosca-Domodedovo diventa aeroporto internazionale;
- 2000 - fine dei lavori di costruzione del nuovo terminal;
- 2005 - l'aeroporto di Domodedovo diventa il primo aeroporto di Mosca;
- 2006 - apertura della nuova pista a chiusura della vecchia pista per i lavori di ricostruzione;
- 2007 - la riapertura della pista vecchia dopo i lavori di ammodernamento che permette di effettuare fino a 60 atterraggi/decolli in un'ora, il nuovo sistema delle piste permette ai velivoli di muoversi dopo l'atterraggio sulla velocità fino a 93 km/ora;
- 16 ottobre 2009 - il primo Airbus A380 è atterrato all'aeroporto di Mosca-Domodedovo.[3]
- 26 aprile 2010 - l'aeroporto moscovito Domodedovo è stato nominato il vincitore del Premio "Emerging Markets Airport Awards (EMAA)" come il migliore aeroporto nella categoria 10 - 20 milioni di passeggeri/anno.[4]
- 6 agosto 2010 - per gli incendi boschivi nella regione di Mosca all'aeroporto Domodedovo sono stati cancellati numerosi voli per la visibilità ridotta a 375 m[5] nonostante la certificazione secondo la III categoria ICAO della pista aeroportuale.[6]
- 24 gennaio 2011 - alle ore 16:32 (ora locale) un'esplosione provocata da un terrorista-kamikaze nella zona degli arrivi internazionali ha causato la morte di decine di persone e il ferimento anche grave di altre centinaia.[7][8][9]
- 30 marzo 2011 - l'aeroporto di Mosca-Domodedovo è stato scelto come il migliore aeroporto dell'Europa del Est secondo la versione della britannica Skytrax 2011 World Airport Awards.[10]
- 25 maggio 2011 - il Ministero dei Trasporti della Russia ha annunciato che sul posto della pista n.2 dell'aeroporto Domodedovo sarà costruita la nuova pista aeroportuale che deve garantire la capacità aeroportuale di 50 milioni di passeggeri/anno entro il 2015.[11]
- Nei primi sei mesi del 2011 all'aeroporto di Mosca-Domodedovo sono transitati 11,2 milioni di passeggeri, il 14,9% in più rispetto allo stesso periodo del 2010. Il 26 giugno 2011 è stato raggiunto il traguardo storico di 101 432 passeggeri transitati in 24 ore allo scalo aeroportuale.[12]
- 3 settembre 2012 - il primo volo cargo Francoforte sul Meno- Mosca - Pechino in transito all'aeroporto Domodedovo è stato gestito secondo gli standard del progetto pilota siglato dallo scalo aeroportuale di Mosca con l'IATA per la sperimentazione nel Terminal DME-Cargo del sistema e-Freight sulla base logistica della compagnia aerea cargo russa AirBridgeCargo Airlines.[13]
- 3 dicembre 2012 - il primo volo di linea è stato effettuato con un Airbus A380 della Emirates sulla rotta Dubai - Domodedovo - Dubai.[14]

## Strategia
L'attuale Terminal T1 dovrebbe incrementare ulteriormente la propria capacità, inoltre è prevista la costruzione del nuovo Terminal internazionale T2 (inizio dei lavori di costruzione nel 2009) e del nuovo Terminal nazionale T3. Dopo i lavori di costruzione dei Terminal T2 e T3 è anche previsto un nuovo Terminal T4 assieme ai lavori di ampliamento dell'attuale Terminal T1.

## Dati tecnici
L'aeroporto di Mosca-Domodedovo è attualmente dotato di due piste attive.
Le caratteristiche delle piste attive sono: 3794 х 70 m, 2600 х 60 m. Le piste dell'aeroporto Domodedovo sono dotate del sistema PAPI.
L'aeroporto è aperto 24 ore al giorno.

## Collegamenti con Mosca
Auto

La mappa stradale dei collegamenti dell'Aeroporto Domodedovo

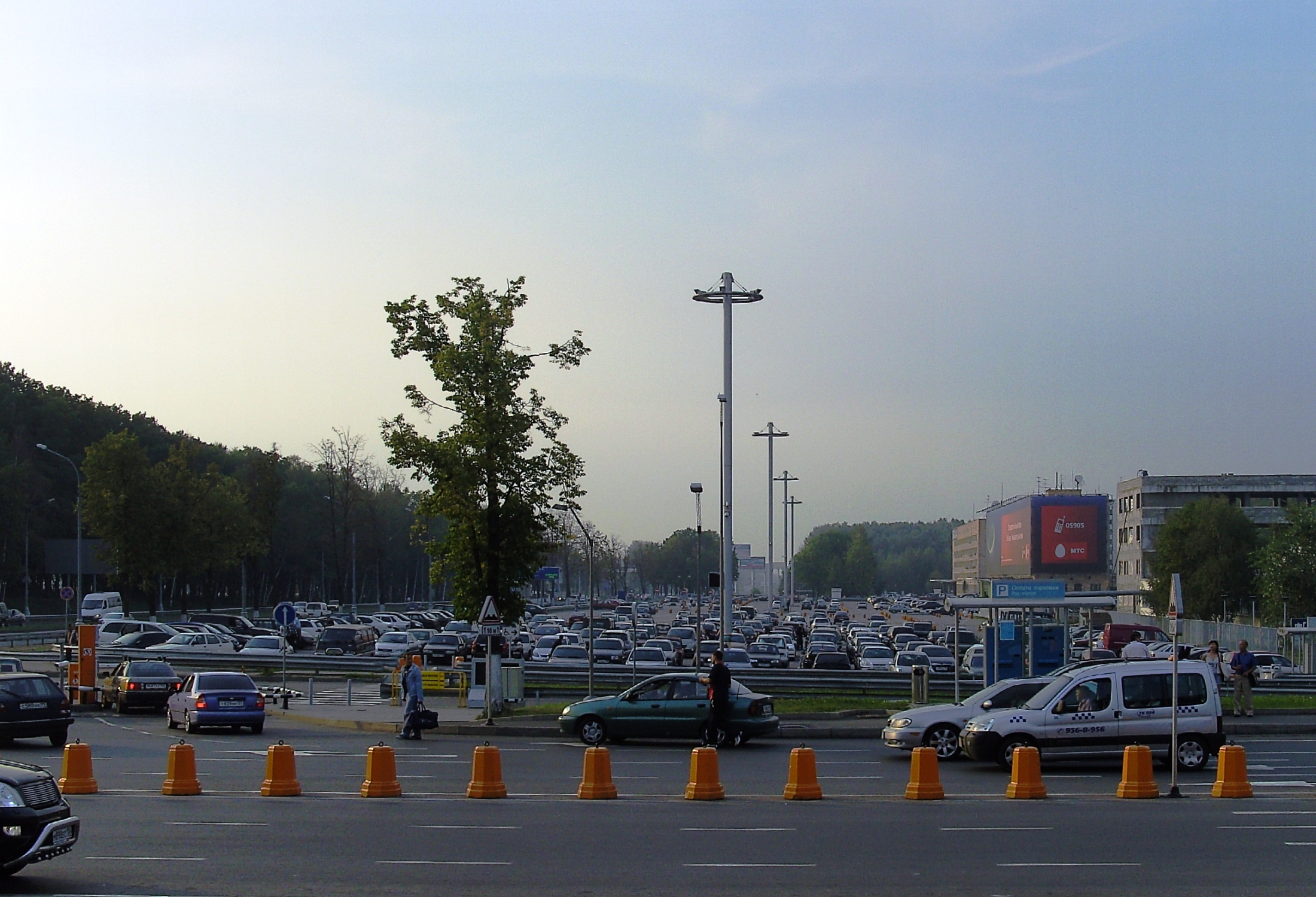
Il parcheggio di interscambio davanti al Terminal dell'aeroporto Domodedovo.

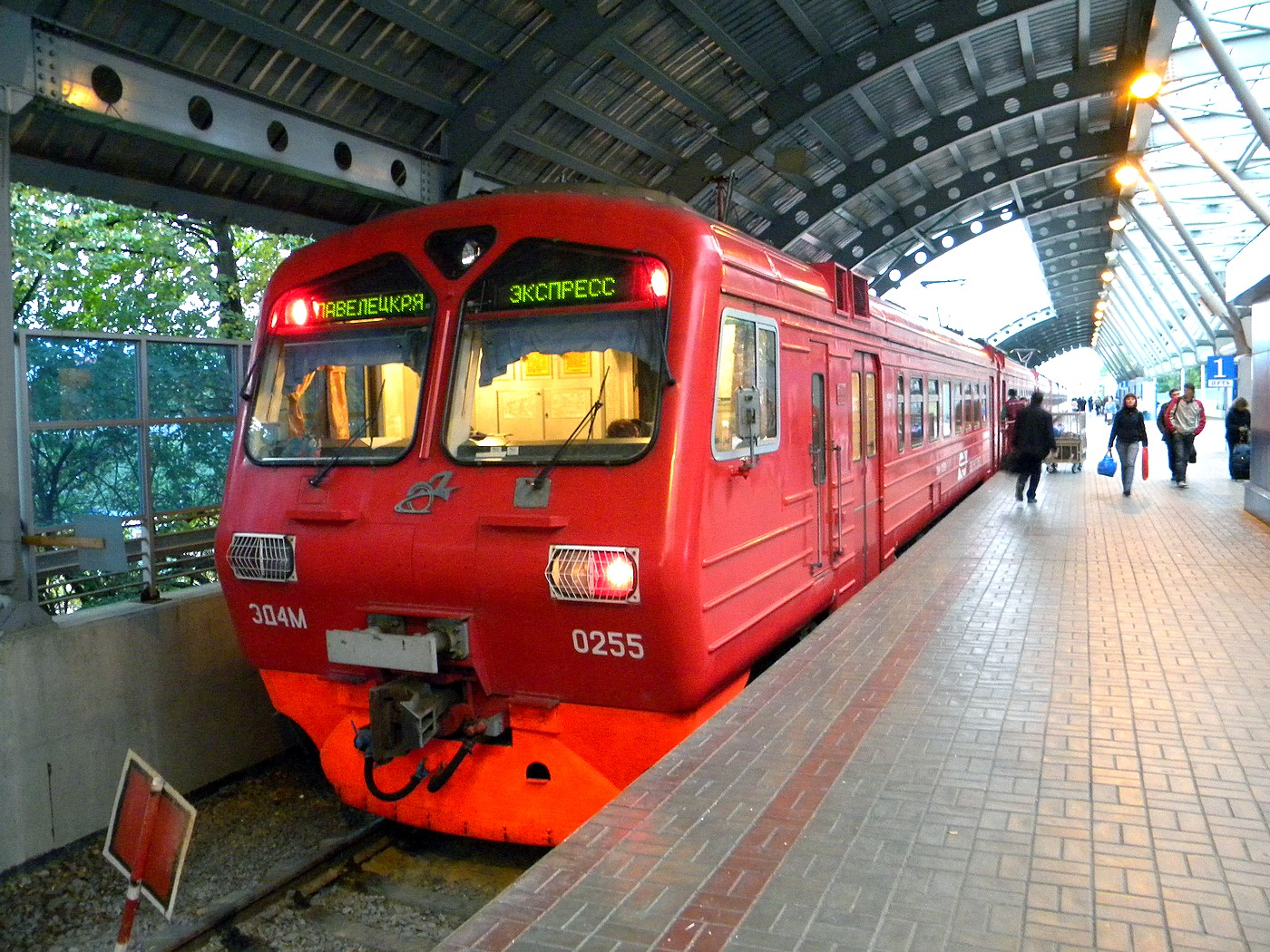
Un "Aeroexpress" nella Stazione "Aeroporto-Domodedovo" delle Ferrovie russe.

L'Aeroporto di Mosca-Domodedovo è facilmente raggiungibile percorrendo la strada statale che collega il centro della città e l'aeroporto.
Treno
L'Aeroporto di Domodedovo è collegato con la capitale russa Mosca con una linea ferroviaria diretta. I treni regionali delle Ferrovie russe partono dall'aeroporto per le stazioni moscovite: Stazione di Mosca-Paveletskaja, Stazione di Mosca-Kurskaja, Stazione di Mosca-Belorusskaja. Il tempo di percorrenza dei treni è di 40 minuti e i treni "Aeroexpress" che collegano l'aeroporto con la città non effettuano fermate intermedie.
Trasporto pubblico
L'aeroporto di Mosca-Domodedovo è collegato con la città di Mosca da taxi collettivi. Inoltre, ci sono navette che permettono di raggiungere non solo il centro della città, ma anche l'Aeroporto di Mosca-Šeremet'evo e l'Aeroporto di Mosca-Vnukovo.

## Servizi
- Accessibilità per portatori di handicap
- Ascensori e scale mobili
- Biglietteria con sportello
- Punto informazioni e prenotazione
- Annuncio sonoro arrivo e partenza aerei in inglese e russo
- Ambulatorio medico e veterinario
- Farmacia
- Polizia di frontiera
- Dogana
- Ufficio postale
- Banca e cambiavalute
- Bancomat
- Deposito bagagli
- Telefono pubblico
- Servizi Igienici
- Sala di attesa con terrazza panoramica
- Stazione ferroviaria interna
- Capolinea autolinee
- Taxi
- Autonoleggio
- Parcheggi di scambio a pagamento
- Bar e fast food
- Distributori automatici di snack e bevande
- Ristorante
- Edicola
- Libreria
- Shopping e duty free
- Internet point
- Cappella russa ortodossa

## Aeroporti di Mosca
- Aeroporto di Mosca-Bykovo
- Aeroporto di Mosca-Ostaf'evo
- Aeroporto di Mosca-Šeremet'evo
- Aeroporto di Mosca-Tušino
- Aeroporto di Mosca-Vnukovo